# Борисовское (Борисоглебский район)
Борисовское — опустевшее село Борисоглебского района Ярославской области, входит в состав Вощажниковского сельского поселения.

## География
Расположено в 28 км на север от центра поселения села Вощажникова и в 39 км на север от райцентра посёлка Борисоглебский. Основной подъезд возможен по военным дорогам со стороны войсковой части.

## История
Бывшая вотчина графского рода Шереметьевых. Церковь села Борисовского основана в 1806 году с двумя престолами: св. апостолов Петра и Павла и Рождества Христова.
В конце XIX — начале XX село входило в состав Неверковской волости Угличского уезда Ярославской губернии.
С 1929 года село входило в состав Раменского сельсовета Борисоглебского района, в 1944 — 1959 годах в составе Курбскийого района, с 2005 года — в составе Вощажниковского сельского поселения.

## Население
| 1859 | 1914 | 2007 | 2010 |
| ---- | ---- | ---- | ---- |
| 188  | ↗198 | ↘0   | →0   |

## Достопримечательности
В селе расположена недействующая Церковь Петра и Павла (1806). На церковном кладбище похоронены няня графа Шереметьева и крестьянская вдова графа Шереметьева — Шорина Елена Григорьевна (урожд. Костерова).